# David Auburn
David Auburn (Chicago, Illinois, 1969. november 30. –) amerikai drámaíró.

## Élete
Chicagóban született, Ohióban és Arkansasben nevelkedett. A University of Chicago hallgatójaként angol irodalomból diplomázott. Eltöltött némi időt az Amblin Entertainmentnél, majd New Yorkba költözött, és beiratkozott Juilliard School drámaírói programjára. Olyan tanárai voltak, mint Marsha Norman és Christopher Durang. Első komoly darabja a Skyscraper (Felhőkarcoló) volt 1997-ben. Rövidebb darabja, a What Do You Believe About The Future? (Mit gondolsz a jövőről?) bekerült a Harper's Magazine-ba, és televízióra is adaptálták.
Leginkább a 2000-es Proof (Bizonyítás)ról ismert, amely a következő évben elnyerte Tony Awardot és a Pulitzer-díjat. 2005-ben filmre vitte. Ő írta a Ház a tónál forgatókönyvét, amelyet 2006-ban mutattak be.
Jelenleg Manhattanben, New Yorkban lakik.

## Életmű

### Rövid drámák
- Are You Ready? (Készen állsz?)
- Damage Control
- Fifth Planet (Az ötödik bolygó)
- Miss You
- Three Monologues (Három monológ)
- We Had A Very Good Time (Nagyon jó időnk volt)
- What Do You Believe About The Future? (Mit gondolsz a jövőről?)

### Drámák
- Proof (Bizonyítás)
- Skyscraper (Felhőkarcoló)

### Filmek
- The Lake House (Ház a tónál) (forgatókönyv)
- The Girl In The Park (A lány a parkból) (rendező)